# 7558 Юрлов
7558 Юрлов (7558 Yurlov) — астероїд головного поясу, відкритий 14 жовтня 1982 року.
Тіссеранів параметр щодо Юпітера — 3,588.